# Héctor García Otero
Héctor García Otero, né le 12 juin 1926, est un ancien joueur et entraîneur uruguayen de basket-ball.

## Palmarès
- 3e des Jeux olympiques 1952
- 3e des Jeux olympiques 1956
- Champion d'Amérique du Sud 1955